# Relatório Figueiredo
O Relatório Figueiredo foi um relatório de mais de 7 000 páginas produzido em 1967 pelo procurador Jader de Figueiredo Correia  a pedido do ministro do interior brasileiro Afonso Augusto de Albuquerque Lima. O relatório documenta crimes de genocídio contra os povos indígenas do Brasil, incluindo assassinatos em massa, tortura e guerra bacteriológica e química, relatava escravidão e abuso sexual. Os documentos redescobertos foram analisados pela Comissão Nacional da Verdade, encarregada das investigações de violações de direitos humanos que ocorreram nos períodos de 1947 a 1988.

## Contexto
No final dos anos 1950 até 1968, o Estado brasileiro submeteu seus povos indígenas às tentativas violentas para integrar, pacificar e aculturar suas comunidades. Em 1967, o promotor público Jader de Figueiredo Correia, apresentou o Relatório Figueiredo à ditadura que então governava o país. Porém o relatório, de sete mil páginas, desapareceu durante décadas (supostamente destruído durante um incêndio) e só foi reencontrado em 2012. O relatório revela que o Serviço de Proteção ao Índio havia escravizado povos indígenas, torturado crianças e roubado terras. A Comissão da Verdade é da opinião de que tribos inteiras no Maranhão foram completamente erradicadas e em Mato Grosso, um ataque a trinta cintas-largas deixou apenas dois sobreviventes. O relatório também afirma que latifundiários e membros do SPI teriam entrado em aldeias isoladas e deliberadamente introduzido varíola. Das cento e trinta e quatro pessoas acusadas no relatório do Estado até agora não julgaram nenhuma, uma vez que a Lei da Anistia aprovada no fim da ditadura não permite julgamentos para os abusos que aconteceram nesse período. O relatório também detalha casos de assassinatos em massa, estupros e tortura, Figueiredo afirma que as ações do SPI teriam deixado os povos indígenas próximos da extinção. O Estado aboliu o SPI após o lançamento do relatório. A Cruz Vermelha lançou uma investigação após novas alegações de limpeza étnica serem feitas após o SPI ter sido substituído.

## Repercussão
Como resultado do relatório, 38 funcionários do Serviço de Proteção ao Índio foram demitidos. A organização foi extinta no final de 1967, sendo substituída pela Fundação Nacional do Índio. Em 1969, baseado no relatório, o escritor Norman Lewis publicou o artigo "Genocídio" no jornal Sunday Times. O artigo motivou a criação da organização em defesa dos povos indígenas Survival International no mesmo ano.
Durante décadas, acreditou-se que o relatório tivesse sido destruído por um incêndio no Ministério da Agricultura, em junho de 1967, mas ele foi redescoberto em agosto de 2012 pelo pesquisador Marcelo Zelic (1963-2023) no Museu do Índio, no Rio de Janeiro.